# Alois Kowol
Alois Kowol (* 17. Juni 1891 in Ruda, Provinz Schlesien; † 27. Mai 1975 in Potsdam) war ein deutscher Maler.

## Leben und Werk
Kowol absolvierte in Ruda eine Lehre als Dekorationsmaler und besuchte daneben die Volkshochschule. Dabei wurden einige kunstverständige Bürger auf seine starke künstlerische Begabung aufmerksam. Sie ermöglichten ihm, als Siebzehnjähriger nach Berlin zu gehen, um sich auf die Aufnahmeprüfung für ein Kunststudium vorzubereiten und zu studieren. Er besuchte dort Abendschulen und die Kunstgewerbe- und Handwerkerschule in Charlottenburg und ging zum Akt- und Porträtzeichnen.
Von 1914 bis 1918 nahm Kowol als Soldat am Ersten Weltkrieg teil. Danach studierte er ab 1919 in Berlin u. a. bei Erich Wolfsfeld und bei Paul Plontke. An der Preußischen Akademie der Künste wurde er Meisterschüler von Käthe Kollwitz. Mit dem Rom-Preis der Akademie hatte er an der Deutschen Akademie in Rom einen einjährigen Studienaufenthalt zum Studium alter Wand-Maltechniken und der Fresco-Malerei. Dabei gelang es ihm sogar, in der Sixtinischen Kapelle auf Gerüste zu steigen, die dort für Bauarbeiten aufgestellt waren.
Nach dem Studium arbeitete Kowol als freischaffender Künstler in seiner oberschlesischen Heimat. Vor allem in Tafelbildern und Tuschzeichnungen hielt er die Menschen und die Landschaft fest, so in einer Anzahl von Studien, Skizzen und Zeichnungen von Mechtal.
Offenbar stand Kowol der linken Sozialdemokratie nahe. So nahm er 1918 in Berlin an einer Kundgebung am Brandenburger Tor teil, auf der Karl Liebknecht sprach. Er schuf später in der DDR dazu ein Tafelbild (hier ein zeichnerischer Entwurf von 1952). Die Zeitschrift der sozialdemokratischen Büchergemeinschaft Der Bücherkreis schrieb 1925 über Kowol und veröffentlichte u. a. sein Gemälde Mittagsmahl als Titelbild.
Nach der Machtergreifung durch die Nationalsozialisten zog Kowol sich wohl weitgehend zurück. Über die konkreten Umstände war nichts zu finden. 1937 wurde in der Aktion „Entartete Kunst“ sein Tafelbild Dreikönigssänger aus dem Oberschlesischen Landesmuseum Beuthen beschlagnahmt und zerstört.
Kowol blieb jedoch Mitglied der Reichskammer der bildenden Künste und war 1942 in Beuthen auf der Oberschlesischen Kunstausstellung vertreten. 
Nach dem Ende des Zweiten Weltkriegs arbeitete Kowol als freischaffender Künstler in Stahnsdorf. 1949 gründete er mit Karl Erich Koch im Geräte- und Reglerwerk Teltow den volkskünstlerischen Zirkel Malerei und Grafik, den er über Jahre leitete. Er stellte mehrmals seine Bilder im Betrieb aus und erhielt dort Aufträge.
In den 1950er Jahren war er Hochschullehrer an der Kunsthochschule Berlin-Weißensee, wo bei ihm u. a. Ingeborg Michaelis-Grabowski eine Aspirantur hatte.
Anfang der 1960er Jahre hielt sich Kowol zur künstlerischen Arbeit in Bad Frankenhausen auf, wo er u. a. in Betrieben der Knopfindustrie künstlerisch arbeitete und Zeichnungen zu historischen Sachverhalten für museale Zwecke des dortigen Regionalmuseums anfertigte.
1949, 1974 und 1985 nahm Kowol an den Potsdamer Bezirkskunstausstellungen teil.
Bilder Kowols befinden sich u. a. im Potsdam-Museum und im Regionalmuseum Bad Frankenhausen.

## Werke (Auswahl)

### Tafelbilder
- Frau mit Kopftuch und roter Jacke auf einem Bauernstuhl (Öl auf Leinwand, 58 × 46 cm, 1922)[4]
- Bauarbeiterinnen (Öl, 155 × 155 cm, 1925)[5]
- Kameradschaftliche Hilfe bei einem Grubenunglück (Tempera, 100 × 190 cm, 1931)[6]
- Produktionsberatung (Öl, 158,5 × 204,5 cm, 1952)[7]
- Blick in den Knopfbetrieb (1961; Regionalmuseum Bad Frankenhausen)[8]

### Anderes
- Silberflötenspieler (Kreide-Zeichnung, 40 × 28,9 cm, 1940)[9]
- Lehrling (Tempera-Studie, 48,5 × 38,5 cm, 1948)[10]